# Adam Nordén
Adam Nordén (* 22. April 1971 in Stockholm) ist ein schwedischer Komponist für Filmmusik und Fernsehserien.
Nordén ist einer von Schwedens produktivsten Filmproduzenten und erhielt eine Auszeichnung für seine Filmmusik zu dem Film Zozo. Seine Musik zu Om Stig Petrés hemlighet, in der Regie von Harald Hamrell, erhielt 2006 einen Preis für die beste Filmmusik auf dem internationalen TV-Festival in Reims, Frankreich. Zusammen mit Jean-Paul Wall und Johan Lundh betreibt er das Studio Riviera Music, Sound & Post.
Des Weiteren komponierte er die Musik zu zwei Filmen mit Dolph Lundgren, Direct Action und The Defender, sowie für einige Folgen der Kommissarserien Kommissar Beck – Die neuen Fälle und Wallander.
Er komponierte weiterhin die Musik für den Eurovision Song Contest 2013 und 2016.

## Filmografie (Auswahl)
- 2000: Eine Hexe in der Familie (En Häxa i familjen)
- 2001–2018: Kommissar Beck (Fernsehserie, 17 Folgen)
- 2003: Verschwörung im Berlin-Express (Skenbart – en film om tåg)
- 2004: The Defender
- 2004: Direct Action
- 2005: Zozo
- 2005: Codename: Medizinmann (Medicinmannen)
- 2005–2006: Mankells Wallander (Fernsehserie, 13 Folgen)
- 2006: Kronprinzessin (Kronprinsessan)
- 2012: Ein Fall für Annika Bengtzon (Fernsehreihe,  4 Folgen)
- 2012: An Enemy To Die For (En fiende att dö för)
- 2011: Unter anderen Umständen: Mord im Watt
- 2010: Bella Block: Das schwarze Zimmer
- 2009: Command Performance
- 2008: Die Lüge
- 2008: Haus der Verrückten (De Gales hus)